# Mai Xuân Quyết
Mai Xuân Quyết (sinh ngày 1 tháng 4 năm 1999) là một cầu thủ bóng đá người Việt Nam hiện đang thi đấu ở vị trí tiền đạo cho câu lạc bộ Quy Nhơn Bình Định.

## Sự nghiệp
Mai Xuân Quyết sinh năm 1999 tại Thái Bình và trưởng thành từ lò đào tạo của Nam Định. Anh bắt đầu được đôn lên đội một thi đấu tại V.League 1 từ mùa giải 2018 và dần lấy suất đá chính từ năm 2019 đến nay.
Năm 2022, anh cùng U-23 Việt Nam giành chức vô địch Giải vô địch bóng đá U-23 Đông Nam Á 2022. Tại giải này, Quyết thi đấu 2 trận trước khi phải rời giải do dính Covid-19.

## Thống kê sự nghiệp
Tính đến ngày 26 tháng 11 năm 2023
| Câu lạc bộ         | Mùa giải       | Giải đấu       | Giải đấu | Giải đấu | Cúp quốc gia | Cúp quốc gia | Cúp châu lục | Cúp châu lục | Khác | Khác | Tổng cộng | Tổng cộng |
| Câu lạc bộ         | Mùa giải       | Hạng           | Trận     | Bàn      | Trận         | Bàn          | Trận         | Bàn          | Trận | Bàn  | Trận      | Bàn       |
| ------------------ | -------------- | -------------- | -------- | -------- | ------------ | ------------ | ------------ | ------------ | ---- | ---- | --------- | --------- |
| Thép Xanh Nam Định | 2018           | V.League 1     | 0        | 0        | 1            | 0            | 0            | 0            | 0    | 0    | 1         | 0         |
| Thép Xanh Nam Định | 2019           | V.League 1     | 22       | 3        | 3            | 2            | 0            | 0            | 0    | 0    | 25        | 5         |
| Thép Xanh Nam Định | 2020           | V.League 1     | 18       | 0        | 2            | 1            | 0            | 0            | 0    | 0    | 20        | 1         |
| Thép Xanh Nam Định | 2021           | V.League 1     | 11       | 2        | 0            | 0            | 0            | 0            | 0    | 0    | 11        | 2         |
| Thép Xanh Nam Định | 2022           | V.League 1     | 17       | 1        | 0            | 0            | 0            | 0            | 0    | 0    | 17        | 1         |
| Thép Xanh Nam Định | 2023           | V.League 1     | 16       | 0        | 2            | 0            | 0            | 0            | 0    | 0    | 18        | 0         |
| Thép Xanh Nam Định | 2023–24        | V.League 1     | 0        | 0        | 1            | 0            | 0            | 0            | 0    | 0    | 1         | 0         |
| Tổng sự nghiệp     | Tổng sự nghiệp | Tổng sự nghiệp | 84       | 6        | 9            | 3            | 0            | 0            | 0    | 0    | 93        | 9         |

## Danh hiệu
Thép Xanh Nam Định
- V.League 1: 2023–24

U-23 Việt Nam
- Giải vô địch bóng đá U-23 Đông Nam Á: 2023